# Асан (Байтерекский район)
Аса́н (каз. Асан, до 2010 г. — Набережное) — село в Байтерекском районе Западно-Казахстанской области Казахстана. Входит в состав Мичуринского сельского округа.
Село расположено на левом берегу реки Шаган в 2 км к северу от северной окраины Уральска.

## Население
В 1999 году население села составляло 614 человек (299 мужчин и 315 женщин). По данным переписи 2009 года в селе проживало 946 человек (462 мужчины и 484 женщины).